# كارل فون برول
كارل فون برول (بالألمانية: Carl von Brühl)‏ هو مخرج ألماني، ولد في 18 مايو 1772 في Brody, Żary County ‏ في بولندا، وتوفي في 9 أغسطس 1837 في برلين في ألمانيا.